# Корната д'Ада
Корната д'Ада (итал. Cornate d'Adda) је насеље у Италији у округу Монца и Бријанца, региону Ломбардија.
Према процени из 2011. у насељу је живело 8905 становника. Насеље се налази на надморској висини од 222 м.

## Становништво
| 1936. | 1951. | 1961. | 1971. | 1981. | 1991. | 2001. | 2011.  |
| ----- | ----- | ----- | ----- | ----- | ----- | ----- | ------ |
| 6.230 | 6.193 | 6.203 | 6.775 | 7.767 | 8.316 | 9.238 | 10.363 |